# Дочь регента
«Дочь регента» (фр. Une fille du régent) — вторая книга Александра Дюма (после одного из первых его исторических романов «Шевалье д'Арманталь») в серии, рассказывающей об эпохе регентства во Франции. Впервые опубликован в Париже в 1844 году, а в следующем году на его основе была создана одноимённая пьеса.

## Сюжет
Роман рассказывает об окончившемся неудачей заговоре бретонских дворян против регента Франции Филиппа II Орлеанского, который с 1715 по 1723 год был председателем Регентского совета при малолетнем Людовике XV. После раскрытия заговора его участники, в числе которых был и главный герой романа шевалье Гастон де Шанле, по настоянию аббата Дюбуа были казнены за «попытку оскорбления величества и замыслы измены». Вскоре после этого умирает в августинском монастыре в Клисоне и его возлюбленная Элен — внебрачная дочь регента, которая перед смертью сумела простить отцу гибель своего любимого.

## Экранизации
- 1916 — «Дочь короля[англ.]» (Великобритания, режиссёр Морис Элвей[англ.])
- В 1966 году во Франции был снят 10-серийный сериал «Дочь регента»[2].